# Parviluciferaceae
A Parviluciferaceae (ICN), más néven Parviluciferidae (ICZN) endoparazita Alveolata-klád, a Perkinsozoa családja, mely vízi környezetben él.

## Történet
Típusnemzetsége a Parvilucifera. Ezt Norén és Moestrup írták le 1999-ben Dinophysis-fajok kultúráiban. Ezek eleinte az ivaros szaporodás melléktermékeinek tekintett kerek testeknek tűntek, de 2 hét alacsony hőmérsékletű tárolás után a kerek testek a Dinophysis-kultúra elhalása ellenére fennmaradtak. Ezekről kimutatták, hogy parazita faj sporangiumai, a fajt Parvilucifera infectansnak nevezték el.
Első, nem páncélos ostorosokat fertőző faja a Rastrimonas subtilis – eredetileg javasolt nevén Cryptophagus subtilis – lehet, azonban még nem ismertek róla molekuláris elemzések, melyek ezt megerősítenék.
A Snorkelia és Dinovorax nemzetségeket Reñé és társai írták le 2017-ben, a Tuberlatumot Jeon és Park 2019-ben. A Snorkelia prorocentrit eredetileg Parvilucifera prorocentri néven írták le 2008-ban.
A kládot 2017-ben 3 nemzetséggel (Parvilucifera, Dinovorax, Snorkelia) hozták létre Reñé  et al. 2019-ben írták le Jeon és Park a Tuberlatum coatsit, mely a többi nemzetségtől rövid csíracsövében tér el.

### Etimológia
A klád neve típusnemzetsége, a Parvilucifera nevéből ered. Ez a latin parvus, kicsi és lucidus, fényes szavakból ered a zoospórák kis fénytörő szemcséire utalva.

## Rendszertan
4 ismert nemzetsége van. Az első, a Parvilucifera, eredetileg nem tartozott családba, ehelyett a Rastrimonadida rendbe sorolták a Perkinsea kládban. A második nemzetsége a Rastrimonas, ehhez nem ismert genetikai szekvencia. A család 2017-ben jött létre, melybe a Parvilucifera mellett 2 új nemzetség (Dinovorax, Snorkelia) került. 2018 decemberében írták le 4. nemzetségét, a Tuberlatumot. Legtöbb fajból álló nemzetsége a Parvilucifera (4 ismert faj), a többi nemzetség monotipikus, így 7 faj van a kládban.
- Parvilucifera Norén et Moestrup 1999
  - P. corolla Reñé, Alacid, Figueroa, Rodríguez et Garcés 2016[11]
  - P. infectans Norén et Moestrup 1999[3] (= P. sinerae Figueroa et Garcé 2008)[12][13]
  - P. multicavata Jeon et Park 2020[10]
  - P. rostrata Karpov et Guillou 2013[14]
- Dinovorax Alacid et Reñé 2017
  - D. pyriformis Alacid et Reñé 2017
- Snorkelia Reñé et Alacid 2017
  - S. prorocentri (Leander et Hoppenrath 2007) Reñé et Alacid 2017 (bazionim név: Parvilucifera prorocentri Leander et Hoppenrath 2007)[15]
- Tuberlatum Jeon et Park 2018[6]
  - Tuberlatum coatsi Jeon et Park 2018

Közeli rokonai a halparazitákból álló Xcellidae és a Perkinsidae.
- ?Rastrimonas Brugerolle 2003[17][18]
  - Rastrimonas subtilis (Brugerolle 2002) Brugerolle 2003[18]

## Morfológia
Ultraszerkezeti jellemzői – például az álkonoid, a mikronémák és a roptriák – feltehetően a Parviluciferaceae közös jellemzői, így nem megfelelőek a nemzetségek elkülönítéséhez.

## Életmód
A tengeri fitoplanktonban fontos páncélos ostorosok (Parvilucifera, Dinovorax, Snorkelia) vagy Cryptista-fajok parazitája (Rastrimonas). Életciklusa kétostorú zoospórákból áll, melyek gazdák felé úsznak, azokat fertőzik, majd több zoospórát termelő sporangiumokká nőnek. A nemzetségek sporangiumai hasonló morfológiájúak és életciklusúak, fő különbségeik a zoospóra-morfológiában vannak. Aktivációjuk és a zoospórák felszabadulása a gazdasűrűségtől függ. A Dinovorax, Tuberlatum és Snorkelia zoospórái a gazdasejtet csíracső segítségével fertőzik, ez a Parviluciferában nincs jelen, helyette több nyílást használnak a zoospórák bejuttatására.
Meroplanktonikus: sporangiumai bentikusak.
A Rastrimonas behúzza ostorait.

## Élőhely
Megtalálható tengerben, szárazföldi vizekben és talajban. Tengerben elsősorban az epipelágikus zónában és az üledékekben ismert. A sarkok közelében, a 60–90. szélességi fok közt a leggyakoribb, itt gyakorisága oka 5 ártalmas alga, például az Alexandrium catenella virágzása.

## Jelentőség
Számos páncélos ostorost fertőz, így például mérgező fajokat is, ezért fontos a gazdafajok virágzásának időrendjének és a mérgező algavirágzások megértésében.
A P. infectans többek közt az Alexandrium catenella parazitája. Az A. catenella paralitikus kagylómérgezést okozó szaxitoxint termel, ezért a P. infectans meggátolhatja a túlzott szaxitoxin-felhalmozódást.

## Fordítás
Ez a szócikk részben vagy egészben  a   Parviluciferaceae című angol Wikipédia-szócikk ezen változatának fordításán alapul.  Az eredeti cikk szerkesztőit annak laptörténete sorolja fel. Ez a jelzés csupán a megfogalmazás eredetét és a szerzői jogokat jelzi, nem szolgál a cikkben szereplő információk forrásmegjelöléseként.